# PROBASS ∆ HARDI
PROBASS ∆ HARDI — це інноваційний музичний продукт Українських саунд продюсерів. Візитівкою гурту у світі став трек «Доброго вечора, ми з України».

## Опис
Гурт був зібраний у місті Кременчук у 2017 році. В перші роки, було випущено багато хітів, що займали топові позиції чартів радіостанцій України, потрапляли у топи Shazam та стрімінгових сервісів. "Indy", "Asha", "NAJA-NAJA" досі можна почути у концертній програмі на рівні з новими треками. 
Колектив почав давати концерти та виступали хедлайнерами на фестивалях "RADIO DAY" (2019), "RED BULL FESTIVAL" (2019), "SOLOMAFEST" (2019), "RADIO DAY" спільно з НАОНІ (2021), "ATLAS WEEKEND" (2021) і в жовтні 2021 випустив свій головний трек «Доброго вечора, ми з України».
Культову фразу яку нині цитують під час звернень губернатори, мільйони громадян, військові та навіть президент України, сказав Марко Галаневич, лідер гурту ДахаБраха під час концерту в США, з його дозволу було використано фрагмент який увійшов до треку. 
Після російського військового вторгнення у 2022 році трек облетів весь світ та став символом незламності України. Наразі він зібрав п'ятнадцять мільйонів переглядів та надихнув майже 800.000 людей на створення відео у Тік-Ток. На початку повномасштабної війни гурт хотів поставити творчість на паузу, але побачивши як музика здатна підтримувати військових, волонтерів та біженців вирішили зробити все для перемоги за допомогою пісень. Тому згодом вийшли «Настане День» та «Козаки Йдуть» спільні роботи з молодою співачкою Анною Булат, що стала учасницею гурту, та спільна робота з KHAYAT «До Бою», а також сольний ностальгічний трек «Говорить Київ». Сингли зібрали мільйони прослуховуваннь та досі тримають високі позиції в українських чартах. 
Гурт почав їздити з благодійними концертами збираючи допомогу для ЗСУ та біженців по Україні та Європі. В рамках благодійного туру відбулись виступи на концертах «100 днів незламності України» першому концерті у Києві з початку війни, благодійному шоу «Я з тобою» що показували в ефірі телемарафону, на фестивалі «Metronome» у Празі, фестивалі "ATLAS #РашаГудбай" (2022), та дали сольні благодійні концерти в Польщі, Львові, Чернівцях, Києві, Кременчуці, Калуші і т.д., також гурт дав благодійний концерт в метро у Дніпрі на станції «Вокзальна». У День Незалежності в ефірі телемарафону відбувся концерт «Україна Б’ється» де гурт виступив спільно з НАОНІ та балетом. На благодійних концертах за участі гурту було зібрано мільйони доларів допомоги. 
28 липня у День Української Державності Укрпошта презентувала марку та конверти "Доброго вечора ми з України", гурт виступив на погашенні марки на Михайлівській площі у Києві. 
В День Незалежності України у 2022 році гурт презентував оновлену версію «Доброго вечора ми з України» спільно з оркестром народних інструментів НАОНІ та перший офіційний відеокліп на цей трек. В записі нараховується близько 40 народних інструментів — бандури, цимбали, кобзи, скрипки, басоля, тилинка, зозульки, свиріль, козацька труба, бугай, флояра, дримба, бубон та ін. Режисер відео Антон Пожидаєв безкоштовно долучив до створення відео велику команду, що надихнулась музикою яка зміцнила дух та ідентичність кожного українця. Актори, гримери, оператори, графічні дизайнери та велика команда яку зібрав режисер відео Антон Пожидаєв подарувала свої таланти кожному хто любить та підтримує Україну сьогодні!

## Склад гурту PROBASS ∆ HARDI
- PROBASS (Артем Ткаченко) - фронтмен
- Артем Радіонов - гітара
- Олександр Карась - гітара
- Євген Дащенко - драммер
- Данило Плахотніков - звукорежисер
- Анна Булат
- Тимофій Полежако

## Дискографія
| Назва                                         | Рік випуску | Примітки                                                                      |
| --------------------------------------------- | ----------- | ----------------------------------------------------------------------------- |
| Indy                                          | 2017        | 5-те місце в «Chart Top 100» та 1-ше місце в «Hit Top 40» на Kiss FM          |
| We takin' over                                | 2017        |                                                                               |
| The Boss                                      | 2018        |                                                                               |
| TRU Concept — Save Me (PROBASS ∆ HARDI REMIX) | 2018        | 1-ше місце в «Hit Top 40» на Kiss FM                                          |
| Asha                                          | 2019        | Shazam Top 10 Ukraine, 1-ше місце в «Top 10 dance» та «Hit Top 40» на Kiss FM |
| Naja-naja                                     | 2019        | Shazam Top 200 Ukraine                                                        |
| Sara                                          | 2019        | Shazam Top 200 Ukraine                                                        |
| Доброго вечора (Where are you from?)          | 29.10.2021  |                                                                               |
| Козаки йдуть (feat. Анна Булат)               | 26.02.2022  |                                                                               |
| Настане день (feat. Анна Булат)               | 04.04.2022  |                                                                               |
| До бою (feat. Хайат)                          | 13.05.2022  |                                                                               |
| Говорить Київ                                 | 08.07.2022  |                                                                               |
| Доброго вечора, ми з України (feat. НАОНІ)    | 24.08.2022  |                                                                               |